# Gunilla Hutton
Gunilla Hutton (nacida el 15 de mayo de 1944) es una actriz y cantante sueca, quizás más conocida por sus papeles como Billie Jo Bradley en Petticoat Junction desde 1965 hasta 1966, y en la serie Hee Haw hasta 1992.
Hutton asistió a Arlington Heights High School en Fort Worth, Texas. Hutton también apareció en Perry Mason, The Love Boat y Murder Can Hurt You.
Hutton también apareció en programas de juegos como Match Game 73.